# 理念・S1
S1（エスワン）は、広汽本田汽車が理念（エヴェラス、英語 : Everus）ブランドで製造・販売していたセダンである。

## 概要

### 年表
2010年12月20日
広州モーターショーにて「S1」を公開した。
2011年4月17日
初量産モデル「S1」を発売した。

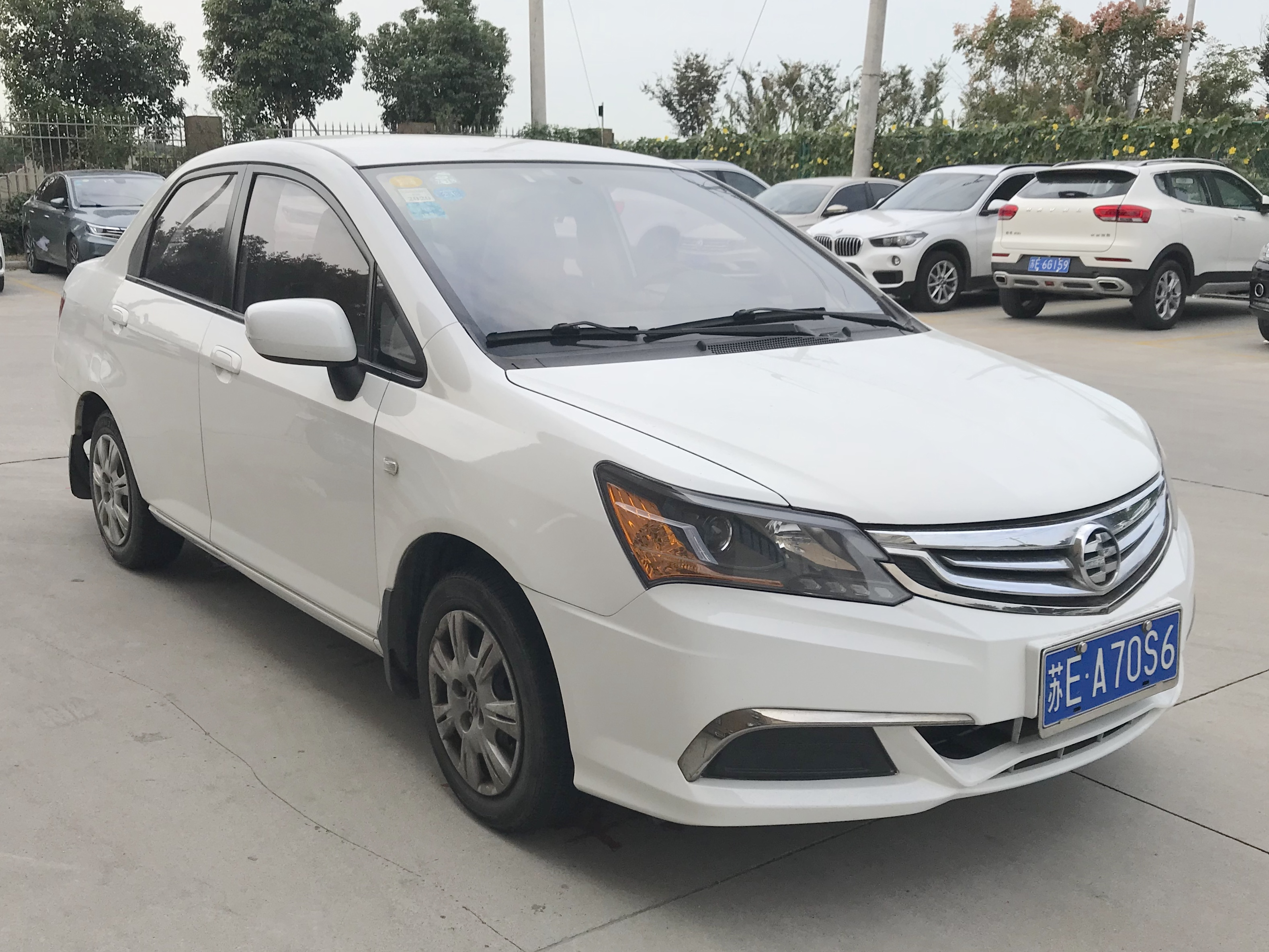
後期型（フロント）
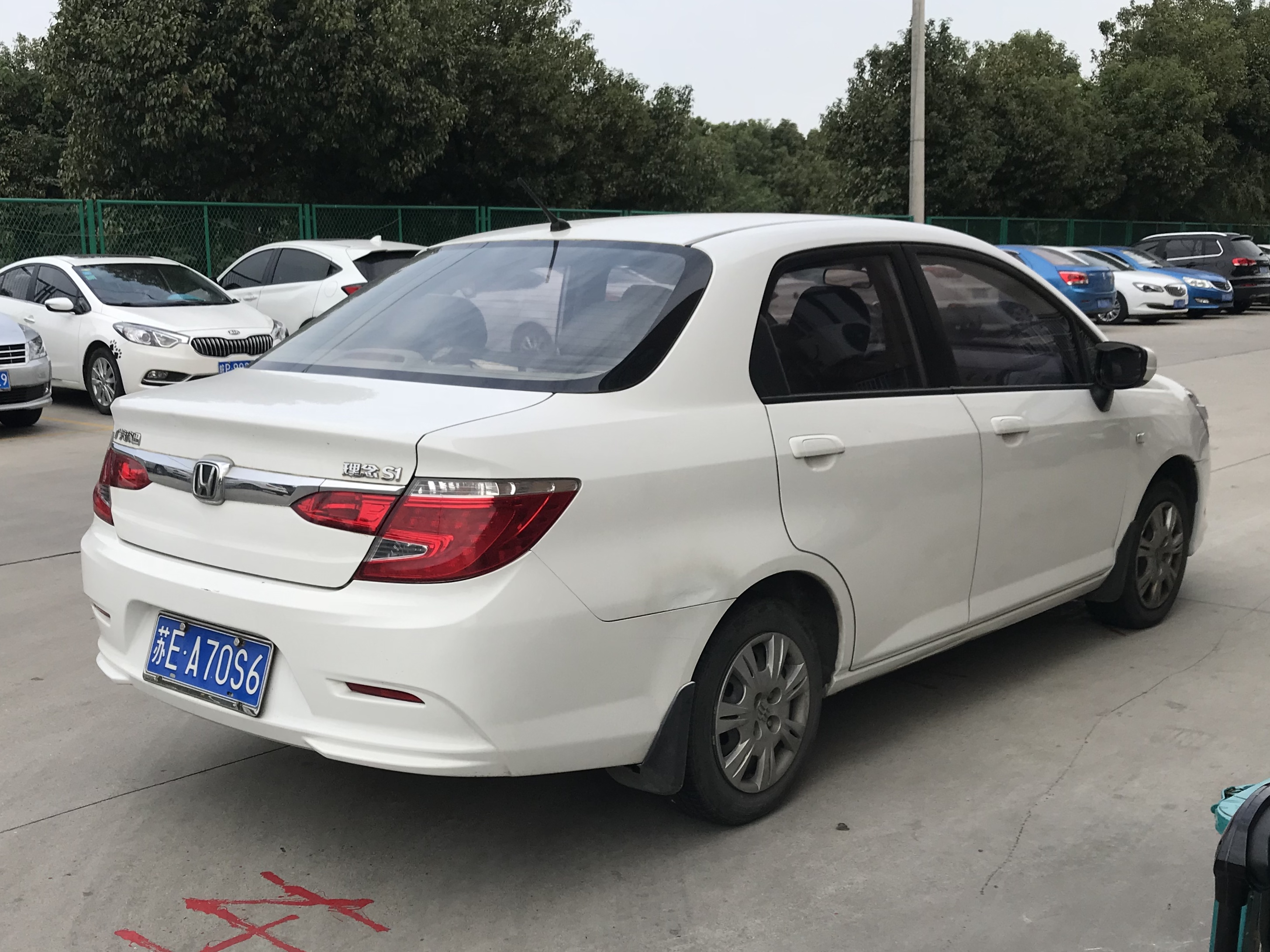
後期型（リア）